# ShutItAllDown
ShutItAllDown est une vague de manifestations contre la violence envers les femmes à travers la Namibie, visant à arrêter la propagation et la poursuite de la violence physique et sexuelle contre les femmes. Les manifestations, qui ont débuté le 8 octobre 2020, faisaient suite au meurtre de Shannon Wasserfall, 22 ans, dont les restes auraient été retrouvés enterrés dans une fosse peu profonde près de Walvis Bay, 6 mois après sa disparition,,,.  

## Contexte
Le 10 avril 2020, Shannon Wasserfall, 22 ans, a disparu dans la ville côtière de Walvis Bay. Après sa disparition, les communautés se sont mobilisées sur les réseaux sociaux pour la retrouver. Six mois après sa disparition, son père a reçu un SMS lui annonçant que sa fille était enterrée dans une tombe à des kilomètres de la ville. Il a ensuite informé la police namibienne qui est allée déterrer les restes. Deux jours plus tard, une femme et son petit ami ont été arrêtés en relation avec le meurtre de Wasserfall.

## Réactions publiques
À la suite des révélations de la découverte d'une tombe, des protestations massives de jeunes Namibiens ont retenti pour demander la fin des viols et des meurtres de femmes dans le pays. Les jeunes ont utilisé le hashtag #ShutItAllDown pour se mobiliser sur les réseaux sociaux, notamment sur Twitter et sont descendus dans les rues pour dénoncer les violences sexuelles et sexistes. 

## Manifestations et violences policières
Les événements liés au meurtre de Wasserfall ont entraîné des manifestations dans tout le pays. Au cours de ces manifestations, la police namibienne a commencé à s'opposer aux manifestants en arrêtant 25 jeunes, dont 3 journalistes qui couvraient les événements. 
Cette arrestation a fait suite à une confrontation presque violente entre les manifestants et la police le long de Sam Nujoma Drive, dans le centre-ville de Windhoek. Les manifestants arrêtés ont pris la parole sur les réseaux sociaux pour dénoncer le traitement réservé par la police. Ils ont ensuite été inculpés et libérés. Le lundi 12 octobre, ils ont comparu devant le tribunal d'instance de Windhoek, où plusieurs manifestants les ont rejoints pour poursuivre les protestations.  